# Hodges, Alabama
Hodges este o localitate cu 260 de locuitori (conform Census 2000) situată în comitatul Franklin, statul Alabama, Statele Unite ale Americii.

## Geografie
Hodges este situată la următoarele coordonate 34°19′49″N 87°55′39″V / 34.33028°N 87.92750°V (34.330242, -87.927394) GR1.